# Grand Prix de Berne
Cet article concerne la course à pied. Pour la course automobile, voir Grand Prix automobile de Suisse. Pour le tournoi d'escrime, voir Grand prix d'escrime de Berne.
Le Grand Prix de Berne (en allemand : Grand Prix von Bern) est une course à pied d'une longueur de 10 miles se déroulant à Berne en Suisse depuis 1982.

## Histoire
La course voit le jour en 1982 sous l'impulsion du club de gymnastique local, le Stadtturnverein Bern. Désireux d'offrir une course à pied de grande importance à la capitale suisse, Heinz Schild, entraîneur du club et de Markus Ryffel notamment, trouve son inspiration dans le Grand Prix automobile de Suisse couru sur le circuit de Bremgarten et nomme la course Grand Prix von Bern. Il souhaite d'abord créer un semi-marathon mais le tracé du parcours s'avère trop compliqué. Il se résout à choisir une distance inhabituelle de 10 miles. La première édition a lieu le 22 mai 1982 et connaît un succès immédiat avec 3 139 inscriptions qui en fait d'emblée la plus grande course de Suisse. Le membre du ST Bern et star locale Markus Ryffel s'impose comme premier vainqueur.
Le 15 mai 1988, la Norvégienne Grete Waitz s'impose avec le temps canon de 52 min 31 s, un temps qui lui vaut une 24e place au classement général et qui est en deçà de plus de 30 secondes son propre record du monde établi en 1979.
En 1991, une nouvelle course de 4,7 km est ajoutée à l'événement, l'Altstadt Grand Prix.
L'édition 1995 bat un nouveau record d'inscriptions en franchissant la barre des 10 000 coureurs.
La course se partage la place de plus grande course en Suisse en termes de participation avec la course de l'Escalade. Depuis 2014, cette dernière occupe la première place.
En 2003, le tracé du parcours est modifié. Il ne passe plus à proximité de l'ambassade des États-Unis à la suite des nouvelles mesures de sécurité prises après les attentats du 11 septembre 2001.
En 2015, de fortes pluies contraignent les organisateurs à utiliser le parcours d'origine pour des questions de sécurité.
L'édition 2020 est annulée en raison de la pandémie de coronavirus.

## Parcours
Le départ est donné à proximité du stade de Suisse, sur la Guisanplatz. Le parcours suit la Papiermühlestrasse et poursuit en direction de la fosse aux ours de Berne. Il traverse ensuite le Nydeggbrücke et effectue une première boucle en vieille ville de Berne. Il longe ensuite l'Aar qu'il traverse puis remonte dans la forêt de Dählhölzli. Il traverse le pont Monbijou et effectue une boucle dans le quartier de Weissenbühl avant de revenir en vieille ville. Il traverse le Nydeggbrücke dans l'autre sens, remonte l'Aargauerstalden puis tourne ensuite sur la Laubeggstrasse. L'arrivée est donnée sur la Mingerstrasse, devant le centre Bernexpo. Il possède un dénivelé relativement important de +204 m et -201 m.

## Vainqueurs
| Année | Hommes                                              | Pays                                                | Temps                                               |                                                     | Femmes                                              | Pays                                                | Temps                                               |
| 1982  | Markus Ryffel                                       | Suisse                                              | 47 min 53 s                                         | Käthi Beck                                          | Suisse                                              | 1 h 1 min 54 s                                      |                                                     |
| 1983  | Gidamis Shahanga                                    | Tanzanie                                            | 46 min 37 s                                         | Francine Peeters                                    | Belgique                                            | 56 min 2 s                                          |                                                     |
| 1984  | Filbert Bayi                                        | Tanzanie                                            | 47 min 14 s                                         | Ellen Wessinghage                                   | Allemagne                                           | 54 min 45 s                                         |                                                     |
| 1985  | Markus Ryffel                                       | Suisse                                              | 47 min 57 s 4                                       | Martine Oppliger                                    | Suisse                                              | 57 min 52 s 7                                       |                                                     |
| 1986  | Markus Ryffel                                       | Suisse                                              | 47 min 51 s 8                                       | Luzia Sahli                                         | Suisse                                              | 58 min 22 s 2                                       |                                                     |
| 1987  | Gerhard Hartmann                                    | Autriche                                            | 47 min 51 s 6                                       | Debbie Elsmore                                      | Nouvelle-Zélande                                    | 55 min 57 s 1                                       |                                                     |
| 1988  | Gerhard Hartmann                                    | Autriche                                            | 48 min 56 s 0                                       | Grete Waitz                                         | Norvège                                             | 52 min 31 s 5                                       |                                                     |
| 1989  | Markus Ryffel                                       | Suisse                                              | 47 min 24 s 9                                       | Alena Močáriová                                     | Tchécoslovaquie                                     | 55 min 18 s 7                                       |                                                     |
| 1990  | Jörg Peter                                          | Allemagne de l'Est                                  | 48 min 41 s 4                                       | Carla Beurkens                                      | Pays-Bas                                            | 55 min 39 s 0                                       |                                                     |
| 1991  | Carsten Eich                                        | Allemagne                                           | 47 min 54 s 3                                       | Katrin Dörre                                        | Allemagne                                           | 55 min 22 s 6                                       |                                                     |
| 1992  | Paul Kipkoech                                       | Kenya                                               | 48 min 50 s 9                                       | Katrin Dörre                                        | Allemagne                                           | 55 min 35 s 1                                       |                                                     |
| 1993  | Tendai Chimusasa                                    | Zimbabwe                                            | 48 min 17 s 8                                       | Yelena Vyazova                                      | Ukraine                                             | 55 min 3 s 5                                        |                                                     |
| 1994  | Wilson Omwoyo                                       | Kenya                                               | 48 min 28 s 3                                       | Karen McLeod                                        | Royaume-Uni                                         | 56 min 58 s 6                                       |                                                     |
| 1995  | Shem Kororia                                        | Kenya                                               | 48 min 15 s 5                                       | Ornella Ferrara                                     | Italie                                              | 57 min 9 s 6                                        |                                                     |
| 1996  | Wilson Omwoyo                                       | Kenya                                               | 46 min 50 s 7                                       | Angelina Kanana                                     | Kenya                                               | 54 min 39 s 4                                       |                                                     |
| 1997  | Josephat Kiprono                                    | Kenya                                               | 47 min 35 s 1                                       | Katrin Dörre                                        | Allemagne                                           | 54 min 38 s 6                                       |                                                     |
| 1998  | Kenneth Cheruiyot                                   | Kenya                                               | 47 min 26 s 0                                       | Franziska Rochat-Moser                              | Suisse                                              | 55 min 0 s 4                                        |                                                     |
| 1999  | Shem Kororia                                        | Kenya                                               | 48 min 31 s 0                                       | Lornah Kiplagat                                     | Kenya                                               | 53 min 29 s 2                                       |                                                     |
| 2000  | Elijah Korir                                        | Kenya                                               | 47 min 19 s 3                                       | Leah Malot                                          | Kenya                                               | 54 min 14 s 1                                       |                                                     |
| 2001  | Kenneth Cheruiyot                                   | Kenya                                               | 48 min 25 s 9                                       | Lornah Kiplagat                                     | Kenya                                               | 55 min 30 s 9                                       |                                                     |
| 2002  | Salim Kipsang                                       | Kenya                                               | 47 min 54 s 4                                       | Marleen Renders                                     | Belgique                                            | 52 min 58 s 7                                       |                                                     |
| 2003  | Girma Tola                                          | Éthiopie                                            | 46 min 42 s 6                                       | Helena Javornik                                     | Slovénie                                            | 53 min 45 s 8                                       |                                                     |
| 2004  | Zersenay Tadesse                                    | Érythrée                                            | 46 min 4 s 9                                        | Helena Javornik                                     | Slovénie                                            | 55 min 3 s 7                                        |                                                     |
| 2005  | Tadesse Abraham                                     | Érythrée                                            | 48 min 37 s 9                                       | Irina Permitina                                     | Russie                                              | 55 min 36 s 1                                       |                                                     |
| 2006  | Johnstone Chepkwony                                 | Kenya                                               | 47 min 59 s 8                                       | Anikó Kálovics                                      | Hongrie                                             | 54 min 33 s 0                                       |                                                     |
| 2007  | Johnstone Chepkwony                                 | Kenya                                               | 49 min 6 s 3                                        | Hellen Musyoka                                      | Kenya                                               | 54 min 27 s 6                                       |                                                     |
| 2008  | Philip Njoroge                                      | Kenya                                               | 48 min 54 s 0                                       | Jane Muia                                           | Kenya                                               | 56 min 32 s 3                                       |                                                     |
| 2009  | John Mwangangi                                      | Kenya                                               | 47 min 40 s 7                                       | Jane Muia                                           | Kenya                                               | 55 min 51 s 6                                       |                                                     |
| 2010  | Daniel Chebii                                       | Kenya                                               | 48 min 52 s 4                                       | Anikó Kálovics                                      | Hongrie                                             | 56 min 2 s 4                                        |                                                     |
| 2011  | Daniel Chebii                                       | Kenya                                               | 48 min 18 s 6                                       | Monica Jepkoech                                     | Kenya                                               | 55 min 55 s 7                                       |                                                     |
| 2012  | Daniel Chebii                                       | Kenya                                               | 46 min 14 s 8                                       | Caroline Chepkwony                                  | Kenya                                               | 54 min 37 s 7                                       |                                                     |
| 2013  | Haile Gebrselassie                                  | Éthiopie                                            | 46 min 59 s 9                                       | Cynthia Kosgei                                      | Kenya                                               | 55 min 42 s 0                                       |                                                     |
| 2014  | Tadesse Abraham                                     | Érythrée                                            | 48 min 32 s 6                                       | Cynthia Kosgei                                      | Kenya                                               | 56 min 9 s 0                                        |                                                     |
| 2015  | Tadesse Abraham                                     | Suisse                                              | 47 min 57 s 6                                       | Viktoriia Pogorielska                               | Ukraine                                             | 55 min 12 s 8                                       |                                                     |
| 2016  | Ghirmay Ghebreslassie                               | Érythrée                                            | 47 min 0 s 9                                        | Charity Kiprop                                      | Kenya                                               | 56 min 52 s 9                                       |                                                     |
| 2017  | Ghirmay Ghebreslassie                               | Érythrée                                            | 49 min 25 s 8                                       | Viktoriia Pogorielska                               | Ukraine                                             | 56 min 38 s 1                                       |                                                     |
| 2018  | Kenenisa Bekele                                     | Éthiopie                                            | 46 min 46 s 2                                       | Martina Strähl                                      | Suisse                                              | 53 min 49 s 6                                       |                                                     |
| 2019  | Geoffrey Kamworor                                   | Kenya                                               | 44 min 56 s 2                                       | Merine Meseret Gezahegn                             | Éthiopie                                            | 57 min 46 s 5                                       |                                                     |
| 2020  | Course annulée en raison de la pandémie de Covid-19 | Course annulée en raison de la pandémie de Covid-19 | Course annulée en raison de la pandémie de Covid-19 | Course annulée en raison de la pandémie de Covid-19 | Course annulée en raison de la pandémie de Covid-19 | Course annulée en raison de la pandémie de Covid-19 | Course annulée en raison de la pandémie de Covid-19 |
| 2021  | Marcel Berni                                        | Suisse                                              | 51 min 56 s                                         | Simone Troxler                                      | Suisse                                              | 1 h 0 min 50 s                                      |                                                     |
| 2022  | Matthias Kyburz                                     | Suisse                                              | 48 min 52 s                                         | Nicola Spirig                                       | Suisse                                              | 58 min 20 s                                         |                                                     |
| 2023  | Dominic Lobalu                                      | Soudan du Sud                                       | 47 min 41 s                                         | Lydia Jebichii Korir                                | Kenya                                               | 54 min 43 s                                         |                                                     |
| 2024  | Dominic Lobalu                                      | Suisse                                              | 47 min 5 s                                          | Fabienne Schlumpf                                   | Suisse                                              | 54 min 31 s                                         |                                                     |
| 2025  | Geoffrey Kamworor                                   | Kenya                                               | 46 min 58 s                                         | Rebecca Chepkwemoi                                  | Kenya                                               | 55 min 44 s                                         |                                                     |

 Record de l'épreuve